# 南熊本病院
南熊本病院（みなみくまもとびょういん）は、熊本県熊本市中央区南熊本にある医療法人熊南会が運営する民間病院。

## 診療科
- 内科
- リハビリテーション科
- リウマチ科
- 整形外科
- 麻酔科

## 関連施設
- 介護老人保健施設　南楓苑

## アクセス
- JR九州豊肥本線南熊本駅から徒歩3分
- 熊本バス・都市バス春竹新道もしくは都市バス南熊本3丁目下車